# Stewartpeckius troglobius
Genre
Espèce
Synonymes
- Schizomus troglobius Rowland & Reddell, 1981

Stewartpeckius troglobius, unique représentant du genre Stewartpeckius, est une espèce de schizomides de la famille des Hubbardiidae.

## Distribution
Cette espèce est endémique de Jamaïque. Elle se rencontre dans la grotte Jackson Bay Cave dans la paroisse de Clarendon.

## Étymologie
Ce genre est nommé en l'honneur de Stewart B. Peck.

## Publications originales
- Rowland & Reddell, 1981 : The order Schizomida (Arachnida) in the New World. 4. goodnightorum and briggsi groups and unplaced species (Schizomidae: Schizomus). Journal of Arachnology, vol. 9, no 1, p. 19-46 (texte original).
- Reddell & Cokendolpher, 1995 : Catalogue, bibliography and generic revision of the order Schizomida (Arachnida). Texas Memorial Museum Speleological Monographs, no 4, p. 1-170 (texte intégral).